# Сахаровы
Сахаровы — древний дворянский род.
Фамилии Сахаровых многие служили Российскому Престолу дворянские службы в разных чинах и жалованы были от Государей в 1618 и других годах поместьями.

## Описание герба
В щите, разделённом на четыре части, в середине малый щиток с красным пламенеющим сердцем, крестообразно пронзённым двумя стрелами и мечом. В первой части, в голубом поле, серебряный панцирь. Во второй части, в красном поле, серебряный шишак. В третьей, в красном же поле, золотой щит, сквозь который крестообразно проходят копьё и бердыш. В четвёртой части, в голубом поле, натянутый золотой лук и колчан со стрелами.
Шит увенчан обыкновенным дворянским шлемом с дворянской короной. Намёт на щите голубой и красный, подложенный золотом.

## Известные представители
- Сахаров Ерофей — подьячий, воевода в Устюге-Великом (1663).
- Сахаров Алексей Епифанович — дьяк (1697)[2].
- Сахаров, Виктор Викторович (1848—1906) — русский генерал, военный министр.
- Сахаров, Владимир Викторович (1853—1920) — русский генерал.
- Сахаров, Константин Вячеславович (1881—1941) — генерал-лейтенант, деятель белого движения в Сибири.
  - Сахаров, Игорь Константинович (1912—1977) — деятель «власовского» движения.

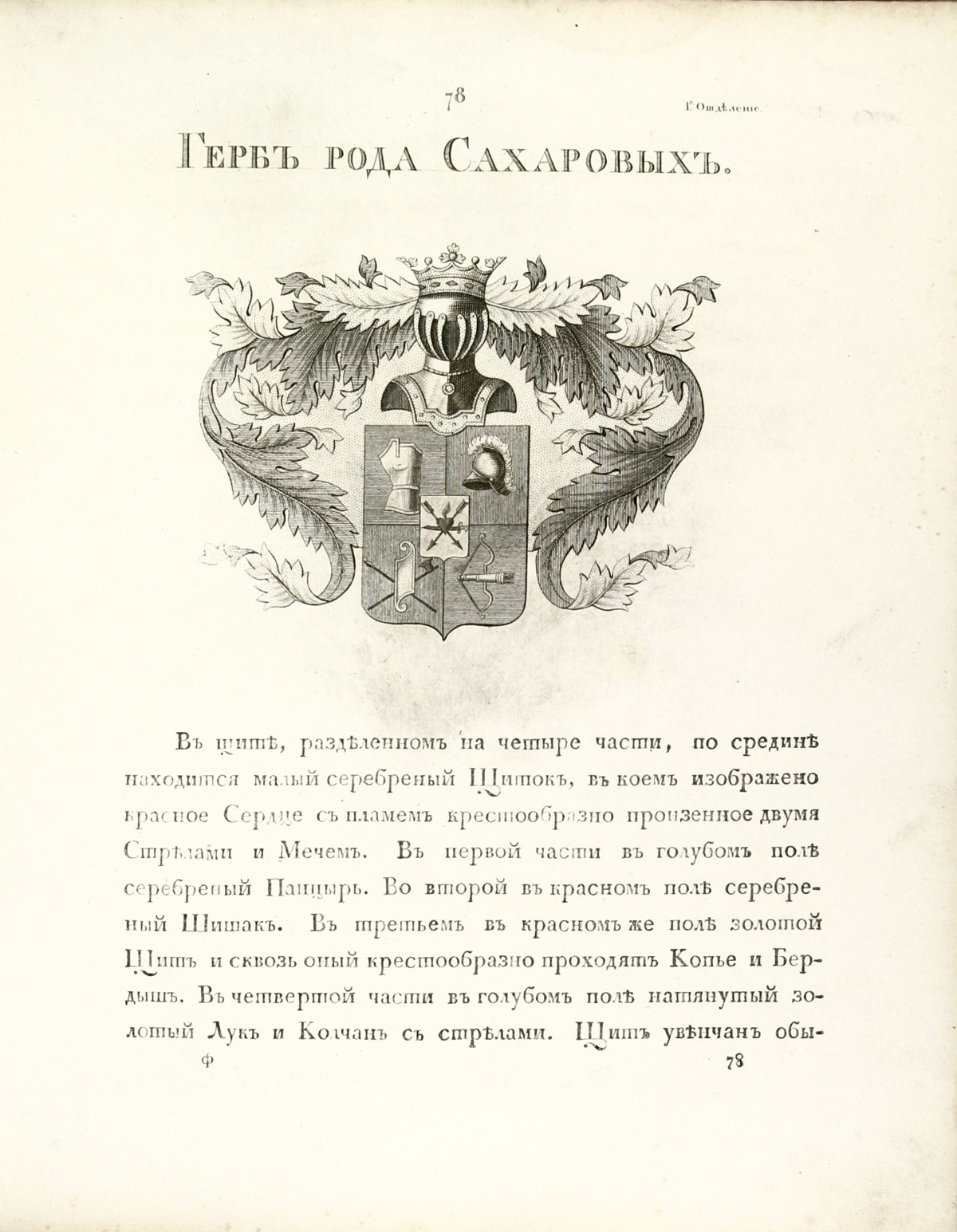
Герб рода